# Акоп Кримеці
Акоп Кримеці (вірм. Հակոբ Ղրիմեցի) — вірменський учений, календарознавець, мистецтвознавець, тлумач, філософ і граматик XIV—XV століть.

## Біографія
Народився в Криму, в місті Сурхат (Старий Крим), в 60-х роках XIV століття. Початкову освіту здобув у місцевій кримській школі, потім переїхав до Вірменії, в Ерзнку. У 1386-89 роках навчався під керівництвом Геворга Єрзнкаці, спочатку в школі Авагванка, потім у монастирі Капос. Після закінчення навчання став викладати там же. У 1389 році для учнів Капоса переписує навчальні посібники, залишивши на полях рукопису пояснювальні записки. На прохання Геворга Єрзнкаці готує підручник на основі його лекцій, і один календарний посібник, вперше після Ованеса Саркавага повертаючись до питань, присвячених вірменському церковному календарю. Вважав календарознавство «не тільки філософією або просто богослов'ям, а гармонійним поєднанням цих двох наук». У 1410 році, на запрошення Григора Хлатеці, переїжджає в монастир Мецоп, на північ від озера Ван. У 1415 році, за дорученням Товми Мецопеці, склав коротку редакцію двотомної «Книги проповідей» Григора Татеваці. У 1416 році написав свій найвідоміший твір — «Тлумачення календаря», що став самим великою і всеосяжною календарною працею у вірменській літературі. У праці Акоп докладно описує рухи Сонця, Місяця, зірок і дає правильні наукові пояснення їх, причому в обчисленнях місячних циклів Кримеці дуже відрізняється від попередніх вірменських тлумачів календаря. На початку твору Акоп обґрунтовує необхідність знань чотирьох точних наук для вивчення календарних систем. Крім найважливіших космографічних даних, «Тлумачення календаря» містить відомості про стан науки в середньовічній Вірменії, про вірменські народні інструменти і музику, в ній, зокрема, докладно описується гра на багатострунних музичних інструментах кнар (10 струн), сантур (40 струн), канун (70 струн) і арканун (100 струн). «Тлумачення календаря», як і іншу працю Кримеці — «Про природу», довгий час використовували як навчальні посібники у вірменських школах. Викладав також мистецтво письма, займався граматикою. У своїх працях торкався питань природознавства, вважав природу поєднанням чотирьох основних елементів —
- предметів-неістот, які тільки існують,
- рослин, які не тільки існують, але й живуть,
- тварин, які існують, живуть і відчувають,
- людей, які до всього іншого ще й думають.[16]

Помер в 1426 році в монастирі Ципна. Багато творів Кримеці дійшли до нас в авторських рукописах і зберігаються в Єревані і Санкт-Петербурзі.

## Твори
- «Тлумачення календаря» (вірм. «Մեկնութիւն տոմարի»)
- «Про календарну науку» (вірм. «Յաղագս տոմարական մակացութեան»)
- «Заради загальної користі» (вірм. «Ի խնդրոյ հասարակաց օգտի»)
- «Про природу» (вірм. «Յաղագս բնութեան»)
- «Про родичів» (вірм. «Յաղագս ազգականութեան»)
- «Про шлюбний союз» (вірм. «Յաղագս պսակի ամուսնացելոյ»)
- «Прохання вчителя Геворга і його слухняне виконання учнем Акопом» (вірм. «Հարցումն Գէօրգէայ րաբունապետի և ծառայաբար կատարումն Յակոբոյ աշակերտի»)
- «Про гострий і полегшений наголоси»[2] (вірм. «Յաղագս շեշտի և պարուկի»)[20]